# Posto da Guarda Fiscal de Burgau
O Posto da Guarda Fiscal de Burgau é um edifício histórico na localidade de Burgau, no concelho de Vila do Bispo, em Portugal.

## História e descrição
O edifício tem acesso pela Rua do Posto, em Burgau. O Decreto 35:515, de 28 de Fevereiro de 1946, autorizou a Direcção Geral da Fazenda Pública a expropriar um terreno na localidade de Burgau, para construir o Posto da Guarda Fiscal, uma vez que se revelou impossível a realização de um acordo amigável com o antigo proprietário, a Sociedade Industrial de Pesca do Povo de Burgau. Aquele diploma determinou igualmente que as obras de construção do posto deveria iniciar-se dentro do prazo de noventa dias após o final do processo de expropriação, e durar no máximo dez meses. O edifício foi construído pela Delegação nas Obras das Cadeias, da Guarda Republicana e Fical e das Alfândegas, tendo as obras terminado entre 1947 e 1948.
Em 1993, a Guarda Fiscal foi extinta e substituída pela Brigada Fiscal da Guarda Nacional Republicana. Em 2008, a Câmara Municipal de Vila do Bispo estava em negociações para a aquisição do antigo Posto da Guarda Fiscal de Salema, tendo o presidente, Gilberto Viegas, afirmado que a autarquia também estava interessada em comprar o posto do Burgau, defendendo que este tipo de imóveis deveriam pertencer aos municípios. Admitiu que nessa altura ainda não tinha sido criado um plano definitivo para o posto do Burgau, mas que seria «sempre para um fim de utilidade pública».
Em Setembro de 2020, previa-se que os antigos postos fiscais de Sagres e Burgau fossem inseridos no programa Revive, organizado pelo governo para a recuperação e reutilização do património estatal em situação devoluta. Com efeito, em Novembro desse ano foram iniciados os concursos para um novo conjunto de postos fiscais, incluindo o de Burgau, que foi um dos imóveis que receberam mais propostas.